# Max von der Grün
Max von der Grün (ur. 25 maja 1926 w Bayreuth, zm. 7 kwietnia 2005 w Dortmundzie) – niemiecki pisarz.
Z zawodu był górnikiem. W 1961 został współzałożycielem Grupy 61. Na doświadczeniach wyniesionych z pracy w kopalni oparł swoje pisarstwo o walorach psychologicznych i obyczajowych, ukazując w swoich powieściach krytyczny obraz stosunków w zachodnioniemieckim przemyśle i demaskując pozorną siłę związków zawodowych oraz realny system wyzysku w kapitalizmie. W 1963 wydał powieść Błędne ogniki, która przyniosła mu sukces i została przetłumaczona na ponad 20 języków, w tym (1966) polski. Jest również autorem powieści Miejscami gołoledź (1973, wyd. pol. 1976) i Die Lawine (1986) oraz opowiadania Dwa listy do Pospischila (1968, wyd. pol. 1974), w którym ostro potępił neofaszyzm. Odznaczony Orderem Zasługi Nadrenii Północnej-Westfalii.